# WORM (Róterdam)

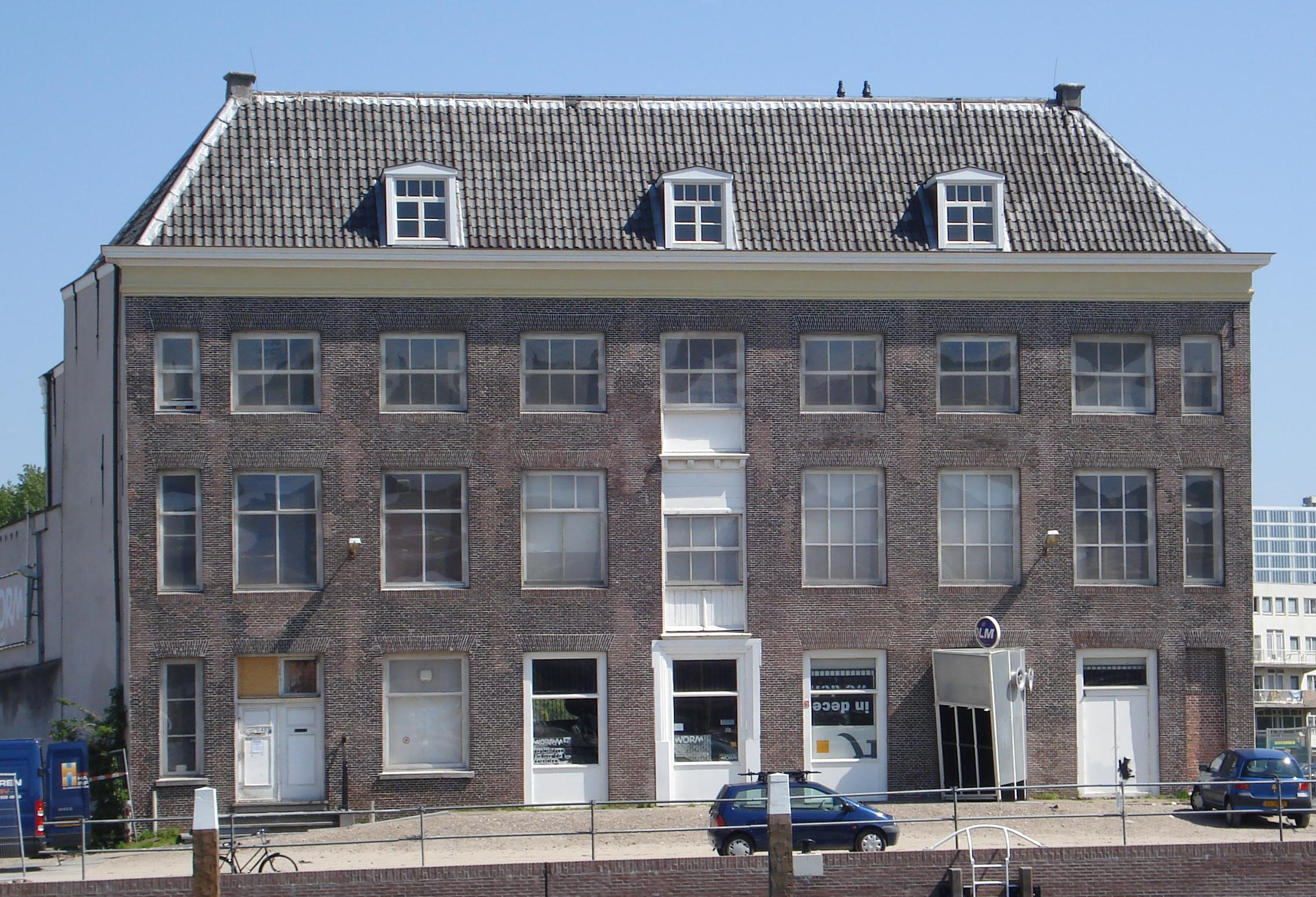
Antigua propiedad de WORM

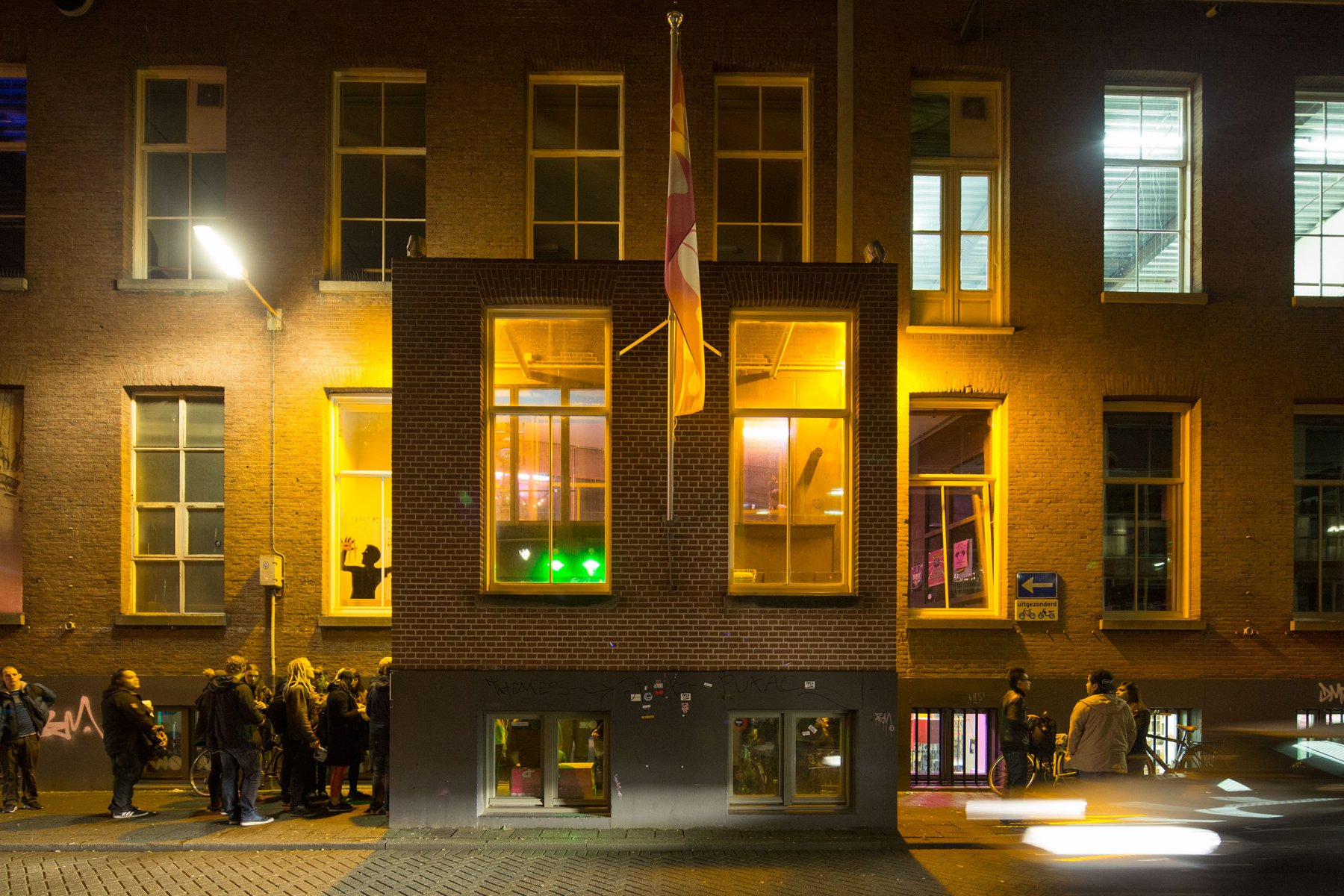
Casa WORM, Boomgaardsstraat 71, Róterdam

WORM es una casa de la cultura, sala de conciertos y un instituto de investigación sobre música, película y arte de los nuevos medios de Róterdam, Países Bajos. 
El objetivo de WORM es el proveer de un espacio de confluencia para la realización de talleres de formación y producción, seminarios, conferencias, debates, conciertos, reuniones de diferentes grupos de trabajo, etc. El espacio pertenece al Ayuntamiento de Róterdam y cuenta con un presupuesto anual aproximado de 350 000 €. 
Se propone actuar como lugar de encuentro entre distintas disciplinas y personas para la creación y experimentación sobre diferentes áreas temáticas (desde la visualización de datos hasta el espacio público o el procomún), desde la perspectiva de la apertura a la participación de cualquiera. De este modo se trata de fomentar el intercambio abierto y colaborativo de las ideas, conocimientos y los procesos de creación, mediante la documentación y la utilización de herramientas de software y hardware libres. 
WORM tiene un estudio film y un estudio musical para artistas en residencias. WORM posee una rara colección de sintetizadores analógicos (ARP2500, ARP 2600, Korg MS-20, EMS VCS3) y una colección de instrumentos musicales diseñadas por Yuri Landman.
Hasta diciembre de 2010, la Fundación tenía su propio edificio en Achterhaven en Delfshaven. Desde finales de 2011, WORM tiene su propio edificio en el Boomgaardstraat.